# Marta Mirska / Leonard Jakubowski / Nina Pilchowska
Marta Mirska / Leonard Jakubowski / Nina Pilchowska – split minialbum (EP) nagrany przez polskich piosenkarzy: Martę Mirską, z towarzyszeniem Zespołu Instrumentalnego Wiesława Machana oraz Leonarda Jakubowskiego i Ninę Pilchowską z Zespołem Jazzowym Górkiewicza i Skowrońskiego.
Płyta, tzw. czwórka – odtwarzana z prędkością 45 obr./min., wydana została w 1957 przez Polskie Nagrania w Warszawie (tłoczona przez Lento) z numerem katalogowym N 0025 (numery dodatkowe na naklejkach – odpowiednio strona a i b : A-86 i A-92).

## Muzycy
Strona A
- Marta Mirska – śpiew
- Zespół Instrumentalny Wiesława Machana

Strona B
- Leonard Jakubowski – śpiew (1)
- Nina Pilchowska – śpiew (2)
- Zespół Jazzowy Górkiewicza i Skowrońskiego

## Lista utworów
Strona A
| 1. | „Kiedy gwiazdy” beguine (muz. Hanna Skalska, sł. Kazimierz Szemioth)       |  |
|    |                                                                            |  |
| 2. | „Mój nieśmiały chłopiec” foxtrot (muz. Marian Radzik, sł. Nina Pilchowska) |  |
|    |                                                                            |  |
Strona B
| 3. | „Proszę o jeszcze” foxtrot (muz. Czesław Aniołkiewicz, sł. Henryk Gaworski) |  |
|    |                                                                             |  |
| 4. | „Zielony wóz” samba (muz. Anatoliusz Horbowski, sł. Zbigniew Białkowski)    |  |
|    |                                                                             |  |